# Communauté de communes du Pays de Senlis
La communauté de communes du Pays de Senlis  est une ancienne communauté de communes française, située dans le département de l'Oise. 
Elle a été supprimée par arrêté préfectoral du 30 avril 2009, alors que Jean-Christophe Canter, maire de Senlis, en était le président, à la suite d'importants désaccords entre les élus des communes membres.

## Historique
À la suite d'importantes dissensions au sein de la communauté de communes du Pays de Senlis, le Préfet de l'Oise a dissout cette intercommunalité, malgré l'opposition de Senlis, et créé en remplacement deux nouvelles structures : 
- La communauté de communes des Trois Forêts (Oise) (CCTF), regroupant cinq communes regroupées sur Senlis
- La communauté de communes Cœur Sud Oise (CCCSO), regroupant treize communes rurales, dont la plus importante est Thiers-sur-Thève

Cette scission a pris effet le 1er janvier 2010.
Orry-la-Ville, plutôt liée à Senlis mais n'ayant aucune continuité avec la CCTF, s'est retrouvée isolée et a rejoint la communauté de communes de l'aire cantilienne au 1er janvier 2014.

## Territoire communautaire

### Composition
Cette communauté de communes était composée des communes suivantes :
| Nom                     | Code Insee | Gentilé         | Superficie (km2) | Population (dernière pop. légale) | Densité (hab./km2) |
| ----------------------- | ---------- | --------------- | ---------------- | --------------------------------- | ------------------ |
| Senlis (siège)          | 60612      | Senlisiens      | 24,05            | 15 292 (2014)                     | 636                |
| Aumont-en-Halatte       | 60028      | Aumontois       | 6,83             | 525 (2014)                        | 77                 |
| Barbery                 | 60045      | Barberisiens    | 7,60             | 560 (2014)                        | 74                 |
| Borest                  | 60087      |                 | 12,78            | 331 (2014)                        | 26                 |
| Brasseuse               | 60100      | Brasseusois     | 8,30             | 90 (2014)                         | 11                 |
| Chamant                 | 60138      | Chamantais      | 12,00            | 907 (2014)                        | 76                 |
| Courteuil               | 60170      |                 | 5,32             | 624 (2014)                        | 117                |
| Fleurines               | 60238      | Fleurinois      | 11,95            | 1 897 (2014)                      | 159                |
| Fontaine-Chaalis        | 60241      |                 | 33,11            | 361 (2014)                        | 11                 |
| Montépilloy             | 60415      | Montépillusiens | 5,86             | 160 (2014)                        | 27                 |
| Mont-l'Évêque           | 60421      |                 | 14,18            | 407 (2014)                        | 29                 |
| Montlognon              | 60422      |                 | 5,24             | 190 (2014)                        | 36                 |
| Ognon                   | 60475      | Ognonnais       | 4,82             | 153 (2014)                        | 32                 |
| Orry-la-Ville           | 60482      | Orrygeois       | 12,10            | 3 404 (2014)                      | 281                |
| Pontarmé                | 60505      | Pontarméens     | 13,24            | 831 (2014)                        | 63                 |
| Raray                   | 60525      | Rarésiens       | 6,72             | 156 (2014)                        | 23                 |
| Rully                   | 60560      | Rullyotins      | 15,45            | 727 (2014)                        | 47                 |
| Thiers-sur-Thève        | 60631      | Thierois        | 6,25             | 1 051 (2014)                      | 168                |
| Villers-Saint-Frambourg | 60682      | Frambourgeois   | 9,72             | 559 (2014)                        | 58                 |

## Administration

### Liste des présidents
| Période                                  | Période       | Identité               | Étiquette | Qualité                                                                                     |
| ---------------------------------------- | ------------- | ---------------------- | --------- | ------------------------------------------------------------------------------------------- |
| Les données manquantes sont à compléter. |               |                        |           |                                                                                             |
| ?                                        | 2008          | Arthur Dehaine         | UMP       | Expert-comptable Député de l'Oise (1976→ 1981 et 1986 → 2002) Maire de Senlis (1974 → 2008) |
| 2008                                     | décembre 2009 | Jean-Christophe Canter | UMP       | Patron de presse Maire de Senlis (2008 → 2010)                                              |

## Sources
- le splaf
- la base aspic